# Karl-Otto König
Karl-Otto König (* 26. Juli 1955 in Münster) ist ein deutscher Diplomat im Ruhestand. Er war zuletzt von September 2017 bis August 2021 Delegationsleiter der Europäischen Union in Uruguay.

## Leben
Nach dem Abitur begann König 1976 ein Studium der Rechtswissenschaften an der Westfälischen Wilhelms-Universität Münster und absolvierte Gastsemester in Frankreich, Portugal und der Schweiz. Nachdem er 1984 sein Erstes Juristisches Staatsexamen abgelegt hatte, war er zwischen 1984 und 1986 Assistent am Lehrstuhl für Völker- und Europarecht der Universität Münster.
1986 trat er in den Auswärtigen Dienst ein und war nach Abschluss der Laufbahnprüfung für den höheren Dienst zwischen 1988 und 1990 zuerst Referent für Verfassungsrecht in der Rechtsabteilung des Auswärtigen Amtes sowie danach von 1990 bis 1992 Geschäftsträger an der Botschaft in Haiti. Nach seiner Rückkehr war König Referent für allgemeine Sicherheitsfragen im Mittelmeer sowie für die bilateralen Beziehungen zu Spanien, Portugal und Italien in der Politischen Abteilung des Auswärtigen Amtes sowie im Anschluss von 1996 bis 2000 Leiter der Rechts- und Konsularabteilung an der Botschaft in Spanien.
2000 wurde König diplomatischer Berater des Bundesministers des Innern und war danach zwischen 2003 und 2009 Referatsleiter für Lateinamerika und stellvertretender Lateinamerikabeauftragter des Auswärtigen Amtes.
Im August 2009 wurde er als Nachfolger von Bernhard von Waldersee Botschafter in Uruguay und übte dieses Amt bis zu seiner Ablösung durch den bisherigen Generalkonsul in Krakau, Heinz Peters, im August 2012 aus.
Anschließend wurde König am 10. August 2012 Botschafter in Nicaragua als Nachfolger von Betina Kern, die in den Ruhestand getreten war. In Nicaragua wurde er im Juli 2015 seitens des nicaraguanischen Außenministeriums mit dem Orden José de Marcoleta im Rang des „Gran Cruz“ geehrt.
Von  August 2015 bis August 2017 war er deutscher Botschafter in Panama.
Auf Bitten des Auswärtigen Amtes nahm er als offizieller deutscher Kandidat an dem europäischen Auswahlwettbewerb für die Leiterstelle der EU-Delegation in Montevideo teil. Von September 2017 bis August 2021 war er Botschafter der Europäischen Union in Uruguay und der erste Deutsche, der eine EU-Delegation in Lateinamerika leitete.
Karl-Otto König ist verheiratet und Vater von drei Kindern.